# ラファール (航空機)
ダッソー ラファール
ラファールB
- 用途：戦闘機
- 分類：マルチロール機
- 製造者：ダッソー・アビアシオン社
- 運用者
  -  フランス（空軍、海軍航空隊）
  -  エジプト（空軍）
  -  カタール（空軍）
  -  インド（空軍）
  -  ギリシャ（空軍）
- 初飛行：1986年7月4日
- 生産数：239機（2021年[1]）
- 運用開始：2000年12月4日
- 運用状況：現役
- ユニットコスト：C型：6,400万ユーロまたは8,230万USドル（2008年）

ラファール（フランス語: Rafale）は、フランスのダッソーが開発した多用途戦闘機。当初フランスは、イギリス、西ドイツ、イタリア及びスペインとの欧州戦闘機の共同開発計画に参加していたが、軍事的・政治的理由により脱退し、単独で完成させた。機体名称は、フランス語で「疾風、突風」の意味。

## 開発の経緯
1980年代初め西ヨーロッパ諸国で戦闘機を共同開発する計画が上がり、当初フランスもその計画に参加していた。この戦闘機はフランス以外の国では陸上戦闘機として使用するため機体サイズに制約はなかったが、当時は欧州各国で唯一フランスだけがCTOL型航空母艦（クレマンソー級）を保有しており、その艦上機としての運用も考えていたフランスは機体サイズに関するフランス案の採用を求めていた。空軍はミラージュF1とミラージュ2000、海軍はシュペルエタンダールとLTV F-8Eの後継機をそれぞれ必要としており、前者を戦術作戦機（Avion de Combat Tactique：ACT）、後者を海軍作戦機（Avion de Combat Marine：ACM）と呼び、空軍海軍両軍はACTとACMを共同で試作用作戦機（Avion de Combat Experimenatal：ACX）として開発することにした。これが後のラファールの原型である。
フランスは自国産のエンジンに執着しており、スネクマ社のM88エンジン（推力7,600kg）の採用を強く主張した。しかし、より高性能な国際共同開発（事実上はイギリス政府と、再民営化前のRRが主導）のユーロジェット EJ200を搭載するということでフランス以外の国では話がまとまってきており、出力の低さが機体規模を制約するM88エンジンが採用される可能性は皆無に等しかった。当時のスネクマ社は経営状況が思わしくなく、M88の採用に会社の存亡がかかっているといっても過言ではなかったこと、フランス政府にとっては自国の産業を守る意味でも、核弾頭、ミサイル、原子炉のすべてを国産した核戦力同様に全方位戦略の後ろ盾としての外国の意向に左右されない自国製戦闘機用エンジンの確保という意味でも妥協はあり得なかった。
また、陸上基地から発着する空軍機としての運用を主眼としていた他国と異なり、当時2隻のCATOBAR式CTOL空母を保有しているフランスにとって、生産機数の1⁄4から1⁄3を海軍機として共用できるかどうかは、総生産機数と単価に関わる重大事でもあった。フランスが保有するクレマンソー級は正規空母とはいえ排水量はエセックス級と同程度であるが、カタパルトの能力ではより劣っていたことから運用できる機体規模については20トン程度が限度だった。のちに「シャルル・ド・ゴール」として結実する原子力空母がより新型のカタパルトや着艦拘束装置を搭載するにせよ、ドックによる船体の上限、その船体が支える飛行甲板面積の制限がある以上、大型の艦上機は飛行甲板でのハンドリングにおいて不利に働くことになる。そのため、フランスにはM88を捨ててまで国外製エンジンを搭載したより大型大重量の戦闘機を採用するという動機に欠けていた。
関係各国で粘り強く話し合いが続けられていたが、結局フランスは最後まで妥協を拒み1985年7月に共同開発計画から脱退、8月には自国単独での戦闘機開発を進めることを決定した。これによりイギリスのBAe社とドイツのMBB社は共同でECA（欧州作戦機）の開発をすることにした。この計画で開発されたのが、のちのユーロファイター タイフーンである。
こうしてフランスは自国で新戦闘機開発を行うこととなり、1990年代後半の運用開始を想定して開発作業を行っていった。単独での兵器開発は共同開発に比べて国家間での調整は不要となる。それゆえ、タイフーンのような参加各国との調整に時間をとられることはなかった。ただし、M88も完成でいえばEJ200と同時期であることや部隊配備もユーロファイターとさして差がないことから、開発開始時期で先行していても一国で用意できる資金の限度が開発を長期化させる傾向を読み取ることができる。そもそも国際共同開発の目的は、複数国の需要をまとめることによる開発資金の確保にある。

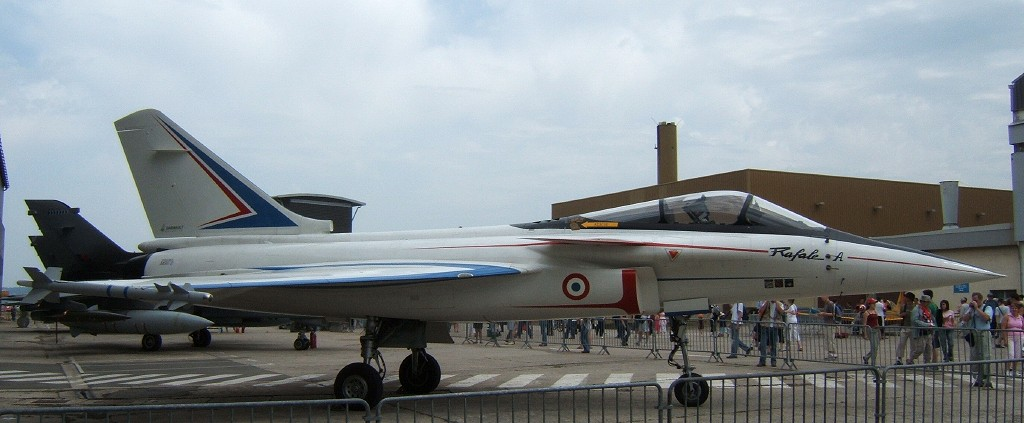
ラファールA

ラファール技術デモンストレーター機はM88よりも150キロほど重い米GE社製のF404エンジンを搭載するように設計された。設計時点でM88の完成品は存在せず、高圧コンプレッサーの地上試験が行われている段階であり、進捗はフランス政府の資金の投入に左右されていた。エンジンの完成を待ってインテグレートを行った場合はさらに数年の時間が見込まれたであろう。ACXは自重9t程で、空対空戦闘には空対空ミサイルを6発、空対地戦闘には3,500kgの兵装を搭載でき、作戦行動半径650kmの性能を持つ機体とされた。1983年初頭に「ラファール」と命名。当初は2機のデモンストレーターを用意する予定であったが、結局1機のみとなり、1984年3月に製造が開始された。ラファールA（ナンバー"01"）がロールアウトしたのは1985年12月14日であった。地上試験後、ラファールAは1986年7月4日に初飛行し、マッハ1.3、数日後には現代戦闘機の最高速度に近いマッハ1.8を記録した（アメリカの場合、初飛行では降着装置を出したまま、制限付きで飛行することが多い）。ライバルにあたるEAPは8月6日の初飛行でマッハ1.1を記録している。
ラファールAは1986年9月、イギリスで行われたファーンボロー航空ショーで一般公開された（EAP（Experimental Aircraft Program）も参加）。搭載したF404はすでにF/A-18のエンジンとして量産される一方でM88は開発途上であり、実際、量産型となるM88-2の納入は1996年となったが、F404搭載による早期戦力化は俎上にも上らず、あくまで軽量の新型エンジンであるM88を搭載した戦闘機として開発が継続された。ラファールAは1987年4月30日に空母「クレマンソー」へのアプローチ試験を実施した。1988年7月4日-8日にかけ、姉妹艦の「フォッシュ」も使用し、85回のアプローチ試験を行う。また、1989年には「クレマンソー」、「フォッシュ」両艦で92回行われた。これと並行し、300回以上も陸上飛行場で空母着艦を想定した試験が行われた。これら試験の結果、旧型機のシュペルエタンダールよりも9km/h遅い222km/hでのアプローチが可能なことを証明した。1989年4月、デジタル操縦システムの試験を開始、7月12日に完了。完了した段階で飛行回数460回（飛行時間：430時間50分）を超えた。この間、最大AOA（迎え角）32°、最小速度148km/h、低高度最大速度1,390km/hを記録。1990年2月にラファールAは右エンジンをF404からM88-2に変更。試験飛行を再開する。さらに3月には左エンジンも変更し、推力不足に陥るが、試験飛行を繰り返し、1992年10月30日に飛行回数708回（飛行時間：約1,000時間）に達する。その後、867回目のフライトを最後に、1994年1月24日に退役。現在はオルレアン近郊のシャトード空軍基地に保管されている。

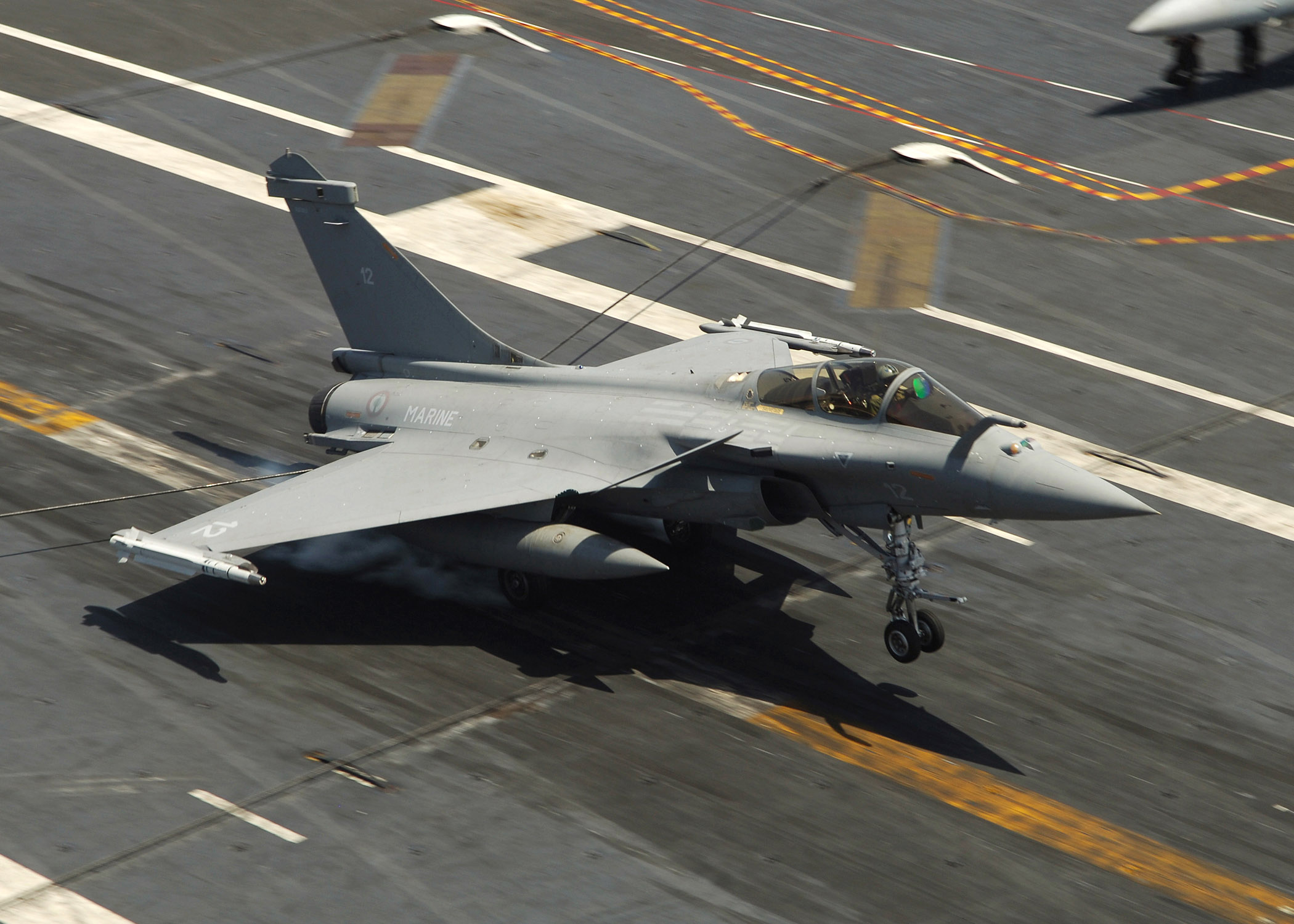
アメリカ海軍の空母「エンタープライズ」に着艦するラファールM

しかし、冷戦の終結による国防予算削減の影響により、計画は次第に遅れが出始めた。また、配備数も当初空軍がミラージュ2000の後継として250機（C型：225機 B型：25機）、海軍がF-8E（FN）とシュペルエタンダールの後継としてM型を86機導入する予定であったが、空軍は234機（C型：95機 B型：139機）、海軍はM型60機に削減された。なお、空軍の配備数内訳で複座型の割合が増えているが、これは複合任務を行うには複座が適しているとのことからである。また、海軍では同様の理由から導入する60機のうちの25機を複座型のラファールNとする計画もあったがキャンセルされた。
ラファールは海軍型であるラファールMが重点的に生産された。これは空軍が使用しているミラージュ2000が比較的優秀で成功を収めた第4世代ジェット戦闘機であるのに比べ、海軍が艦上機として長らく使用していた旧式の（第2世代機に相当する）F-8E（FN）の陳腐化・老朽化が顕著であったことに加え、艦上攻撃機のシュペルエタンダールも、もとより作戦機としては物足りない性能で、やはり旧式化しつつあったことから、早急に更新を進める必要があったためである。海軍への引き渡しは2000年から始まり、2003年にIOC（初期作戦能力）を獲得した。一方、空軍には2002年から引き渡しが始まり、2006年6月にIOCを獲得した。

## 実戦
2007年頃から、アフガニスタン紛争で実戦投入されているほか、2013年1月、フランスがマリ共和国（のイスラム系反政府勢力）に対して行った軍事介入（セルヴァル作戦）にも使用されている。2014年9月には、イラクに展開する過激派組織ISILの物資集積拠点にGBU-12を投下、破壊する作戦に従事した。
2025年5月に発生したインド・パキスタン間の紛争では、大規模な航空戦が行われる中で、パキスタン軍はインド空軍のラファール機をJ-10のPL-15ミサイルで撃墜したと発表、少なくとも1機の撃墜を米国が確認した。実戦による喪失は初のケース。

## 機体

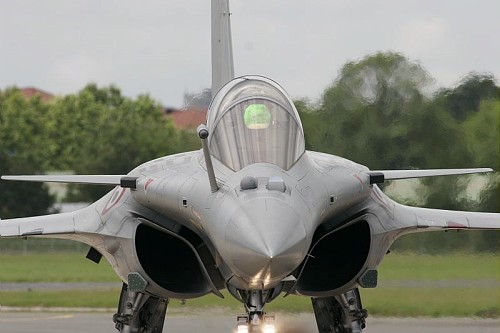
正面から見たラファールB

ハードポイントの位置

ラファールは、クロースカップルドデルタ翼機である。後退角は45度で、翼端をカットしたクリップドデルタである。無尾翼デルタ翼の場合は低翼配置にする例が多いが、本機の場合は、地上からのクリアランスとミサイルをはじめとした大型兵装の搭載スペースを確保し、さらに決して余裕があるとはいえない推力を補うために空気抵抗の少ない中翼配置を採用している。そして主翼の付け根の前方の延長線上にカナードを装備した。
前部胴体は内側にへこんだ逆三角形型をしており、Sダクト・エアインテークはそのへこんだ部分に楕円形状に左右2か所設けられている。エアインテーク前の機体形状は独特の曲線で構成されている。この設計により、レーダー反射断面積こそタイフーンより劣るものの、ステルス性を向上させている。不時着が難しい洋上における想定外の事態に対するリスクヘッジや任務・戦闘における生残性の向上のために海軍機は双発であることが望ましいとされるが、海空統合機として設計されたラファールのエンジンも例外ではない。しかし双発型でありながら、小型・軽量のM88エンジンの採用や配置の工夫によって、機体そのものは非常にコンパクトにまとめられている。
機体は静的安定性弱化がなされており、フライ・バイ・ワイヤにより操縦が行われている。操縦系統はデジタル系統が3チャンネル、アナログ系統が1チャンネルで、機械系統は設けられていない。縦方向の制御には、先尾翼にあたるカナードと主翼内側のエレボンの双方を用いる。カナードは着陸時にスピードブレーキとしても機能する。
翼端にはミサイルランチャーがあり、それを含めたハードポイントは14箇所（海軍型は13箇所）ある。マルチロール機として幅広いミッションを行うべく、これから開発されるものも含めた、さまざまな兵器を使用できるようになっている。固定武装として右主翼付け根に装備する30 M 791 30mm機関砲は、ステルス性に配慮して砲口がカバーで蓋をされており、使用時に砲弾でカバーを破る。
コックピットはタッチパネル式の多機能ディスプレイを採用したグラスコックピットとなっており、サイドスティック式の操縦桿とスロットルレバーのデザインを統一することで操作性を高めている。よって1本のスロットルレバーで2基のエンジンを同時に制御する形になっており、機体のバランスが非対称になった際は機体側で自動的に出力が調整される。対スピンスイッチ（いわゆるパニックボタン）も設置されており、オンにすると自動的に機体を水平に戻し、350ktでの5度上昇を行う。また、アメリカのJHMCSに相当するTopOwl-Fヘッドマウントディスプレイの運用も可能。
海軍向けの艦載機型であるM型は、降着装置の強化やアレスティング・フックの改良などの改修により自重が6.5%増加しているが、基本的なシステムは空軍向けと同じで、高い共通性が持たされている。

### アビオニクス

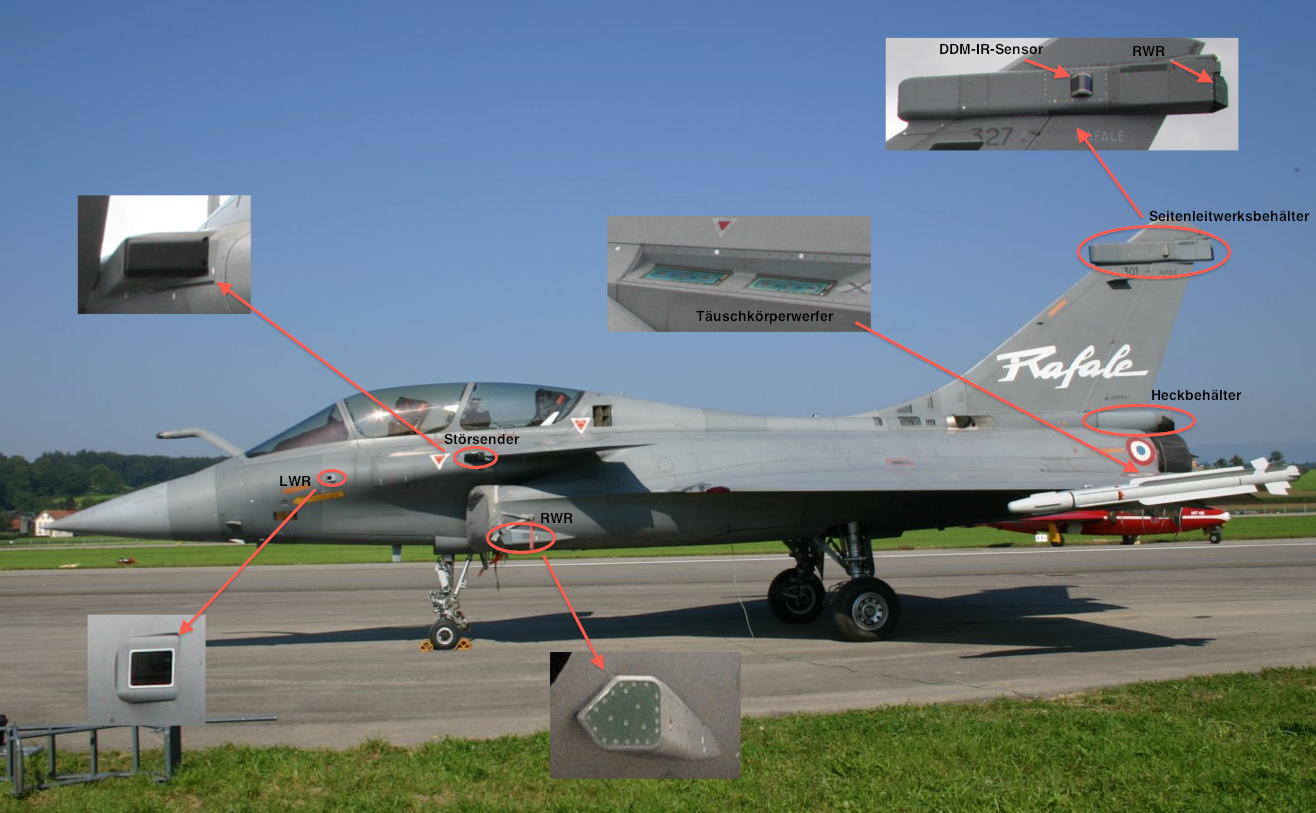
SPECTRA

RBE2
火器管制レーダーとしてRBE2パッシブ式フェーズドアレイレーダーを採用したことで、ラファールは西ヨーロッパで初めてフェーズドアレイレーダーを搭載した戦闘機となった。
2012年からはアクティブ式のRBE2 AAの搭載が行われている。RBE2は当初からアクティブ式へのアップグレードを前提に設計されているため、F3.3以降の機体であればアンテナ部分を交換しソフトウェアを更新するだけでRBE2 AAへのアップグレードは終了し、所要時間も約2時間で済む。
RBE2の後継となるレーダーの開発も進められている。
OSF
コックピット前方に備わるOSF（仏: Optronique Secteur Frontal）は、TVセンサーとIRSTを組み合わせたシステムで、天候が良ければ50km以上の距離から戦闘機サイズの目標を識別できる。またレーザー測距により距離を測定することもでき、使用しなければ完全なパッシブ探知も可能。さらに対地攻撃にも対応している。IRSTは使用頻度が低いため、最新型のOSF-ITでは削除されたが、MICA IRと組み合わせて補うことも可能。
ラファールMでは、OSFの後方にウインドシールドに付着した海水の塩を落とすためのアルコール噴出装置が備わっている。
SPECTRA
SPECTRA（仏: Système de Protection et d'Évitement des Conduites de Tir du Rafale）は、機体の全周360度をカバーする電子戦システムで、ミサイル発射警戒装置とジャミングシステムなどが統合されている。レーダー電波、レーザー、パッシブ赤外線探知によりミサイル接近などに対する高い警戒能力を備え、チャフ/フレアディスペンサーとも連動している。また、精度の高い位置測定が可能であるため、この情報を元に攻撃することも可能で、さらに強力な情報収集能力によりELINT機として運用する能力も備える。
データ・リンク
戦術データ・リンクにはNATO標準規格のMIDSを搭載しているが、NATO以外の国に対してはタレス製のデータ・リンクに換装するオプションも用意されている。
センサー・フュージョン
ラファールはF-22やF-35といった第5世代ジェット戦闘機に匹敵するセンサー・フュージョン（各種センサーの情報を一つの戦術情報に統合して表示する）能力を持つ。この情報の表示はコックピット中央にあるCTM（ヘッドレベルディスプレイ）が司る。

### 規格
海軍が配備を急いだことから、海軍向けの最初の10機は空対空能力しか持たないLF1およびF1仕様、続く15機は限定的な対地攻撃能力を持つF2仕様として引き渡され、それ以降の機体が完全な能力を持つF3仕様となった。空軍向けの機体はF2仕様の初期機体以外全機がF3仕様となっている。F1/F2仕様もF3仕様に改修される予定だが、予算上の制約からF3仕様の完全配備は2020年頃までずれ込む見込みとなっている。
LF1
最初期型。RBE2レーダーやSPECTRA電子戦システムの開発がまだ完了しておらず、機関砲も搭載されていなかったため、武装はマジック2のみ。
F1
最初の実戦配備型。機関砲を搭載し、MICA EMの運用能力を追加、RBE2レーダーやSPECTRA電子戦システムの空対空機能を完全実装した。アップグレードにはハードウェアの改造が必要なため非効率とされF2仕様配備後に一旦モスボール保管されたが、最終的には全機F3仕様にアップグレードされることになった。全10機のアップグレードには新造機2機分の費用しかかからないという。
F2
ハードウェアを更新し、MIDSとOSFを追加すると共に、対地攻撃能力を初めて実装。MICA IR、SCALP EG、バディ・バディ空中給油ポッドの装備が可能になった他、F3での搭載予定を前倒ししペイブウェイIIの運用能力も追加されたが、開発期間短縮のため照準ポッドの搭載能力は見送られ、実戦では他の機体からレーザー照射をしてもらう必要があった。
F3
ミッションプランニングシステムを新型に更新し、ASMP-A、エグゾセ、ダモクル照準ポッドなどの運用能力が追加され、完全な作戦能力を得た。F2からF3へのアップグレードはソフトウェアの更新のみであり、6週間弱で完了する。
F3-O4T
「F3規格トランシェ4後期生産型」の意で、F3.3、F3.3'、F3.4+の総称。RBE2 AA、OSF-IT、新型のミサイル発射警戒装置を搭載。
F3R
ミーティア、レーザー誘導型AASMなどの運用が可能になった他、データ・リンクの機能拡張、自動地表衝突回避装置の追加、各種アビオニクスの能力向上などを行った。2021年3月からフランス軍が運用開始。
F4
相互連動性の向上、センサー類の強化、新型兵装の搭載、整備性と信頼性の向上を行う予定。F4.1はF3Rのアップグレードとなり一部能力に制約が出るが、F4.2はハードウェアを更新した新造機となり飛躍的に能力が向上する。

## 事故
2007年12月6日にサン＝ディジエ＝ロバンソン空軍基地所属の機体が夜間訓練飛行中に就役以来初の墜落事故を起こしている。
2009年9月24日非武装テスト飛行後、二機のラファールが空母「シャルル・ド・ゴール」に帰還中、フランス南西部の都市ペルピニャンから30kmの上空で衝突した。パイロットのFrançois Duflotは死亡が確認され、もう一人は救助された。
2010年11月28日空母「シャルル・ド・ゴール」から飛び立った機体がアラビア海に墜落。この機体はアフガニスタンの作戦に参加する機体だった。パイロットは脱出に成功し、空母からの救助ヘリにより救助された。事故原因はパイロットによる燃料タンクの切り替えによって、燃料不足でエンジンがストップしたためだった。
2012年7月2日共同訓練中、空母「シャルル・ド・ゴール」から飛び立った機体が地中海に墜落。パイロットは脱出に成功、アメリカ海軍の空母「ドワイト・D・アイゼンハワー」からの救助ヘリにより救出された。
2024年8月15日、フランス北東部のコロンベレベルで、2機のラファール戦闘機が訓練中に空中衝突し、片方に搭乗していた訓練生と教官の2人が死亡した。

## 派生型
ラファールA
技術デモンストレーター機。当初はアメリカGE製F404エンジンを搭載していた。
ラファールB
空軍向けの複座型。
ラファールC
空軍向けの単座型。
ラファールDx
ラファールBの輸出仕様機。「x」の部分には採用国を識別するアルファベットが挿入される。ただしダッソー社による呼称。
ラファールEx
ラファールCの輸出仕様機。「x」の部分には採用国を識別するアルファベットが挿入される。ただしダッソー社による呼称。
ラファールM
海軍向けの単座型艦上戦闘機。
ラファールN
海軍向けの複座型艦上機。予算削減のためキャンセル。

## 輸出
ラファールは輸出にも積極的で各国への売込みを行っており、確実な高い評価を得ている。

### 採用国

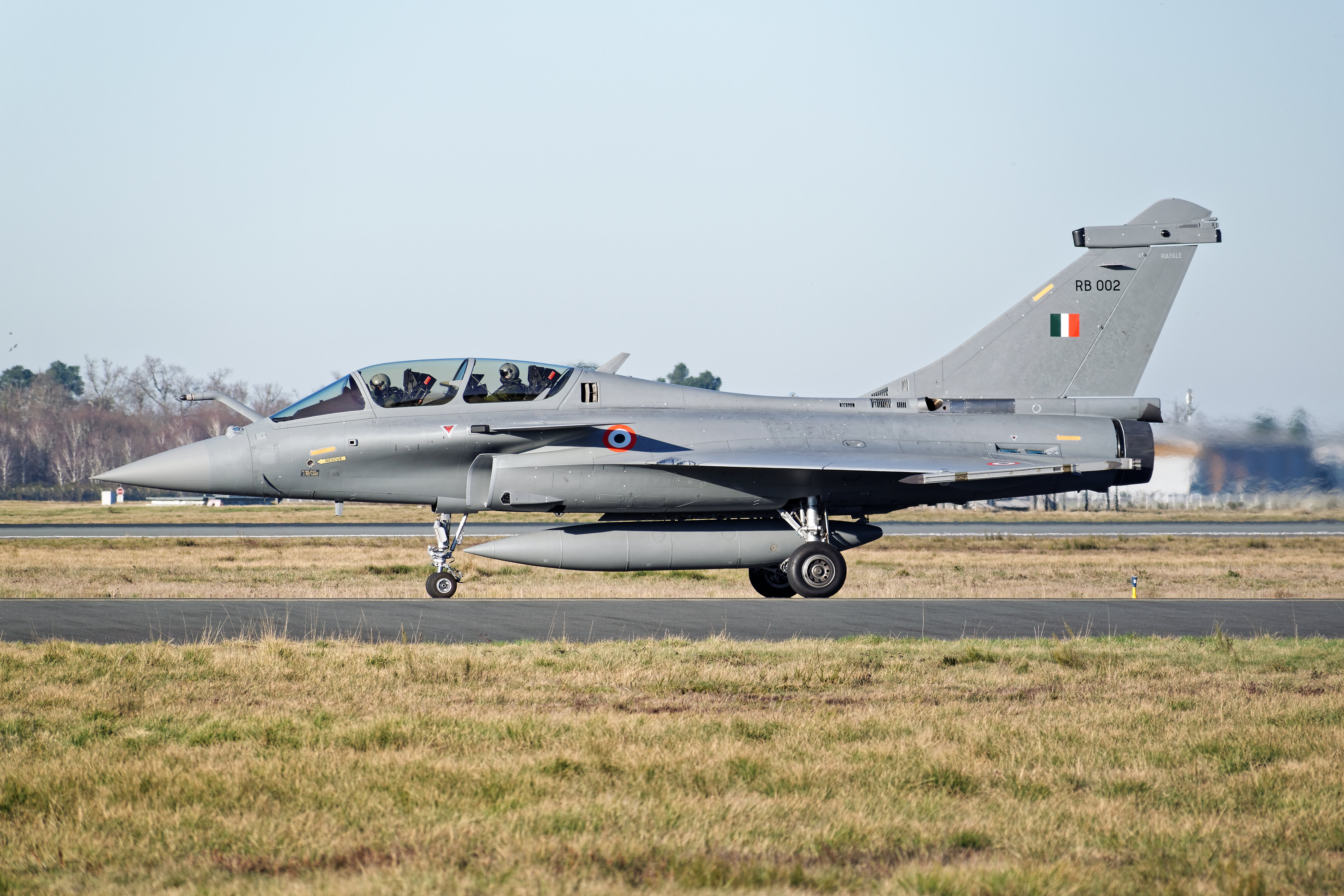
インド空軍機

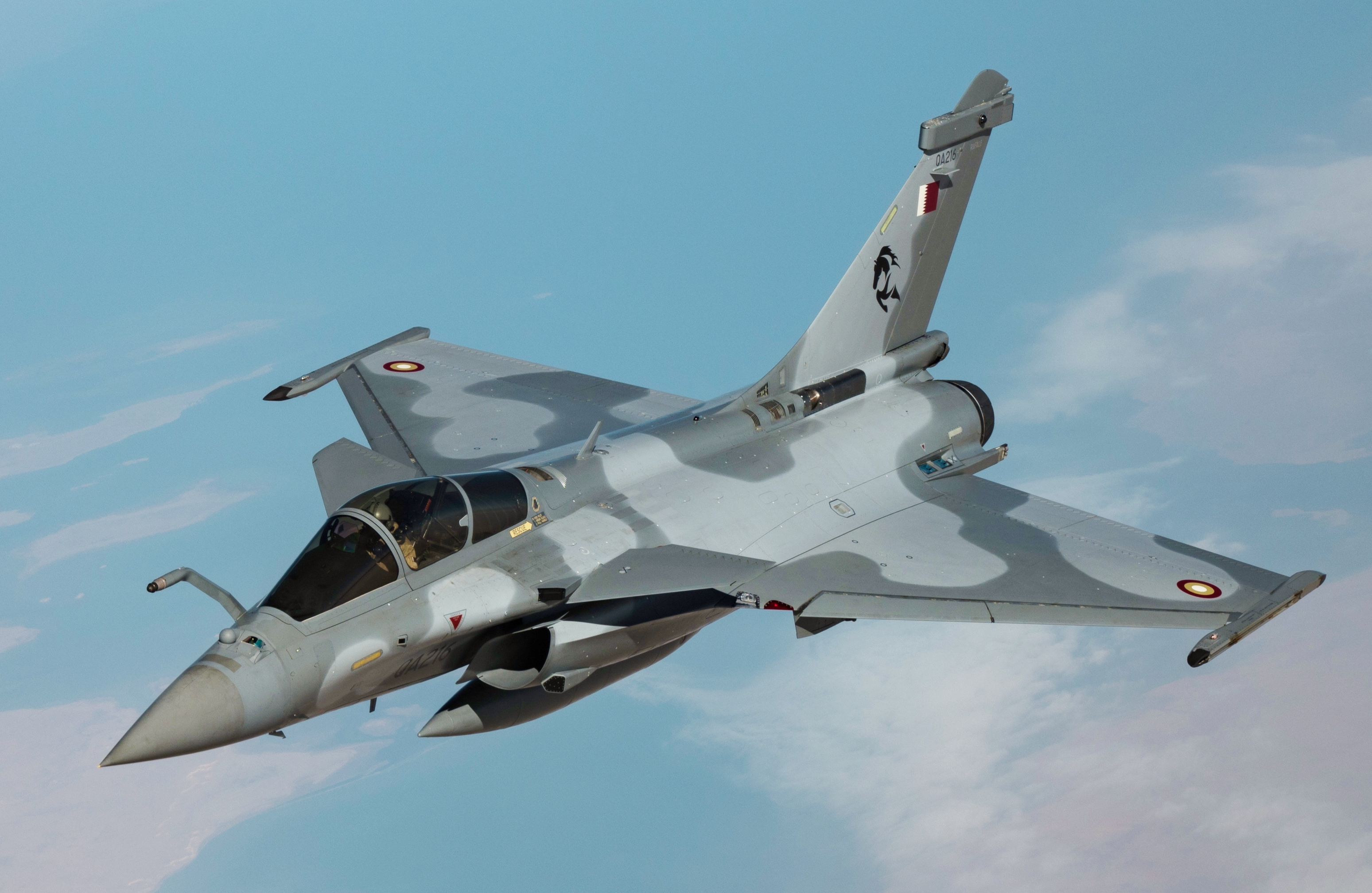
カタール空軍機

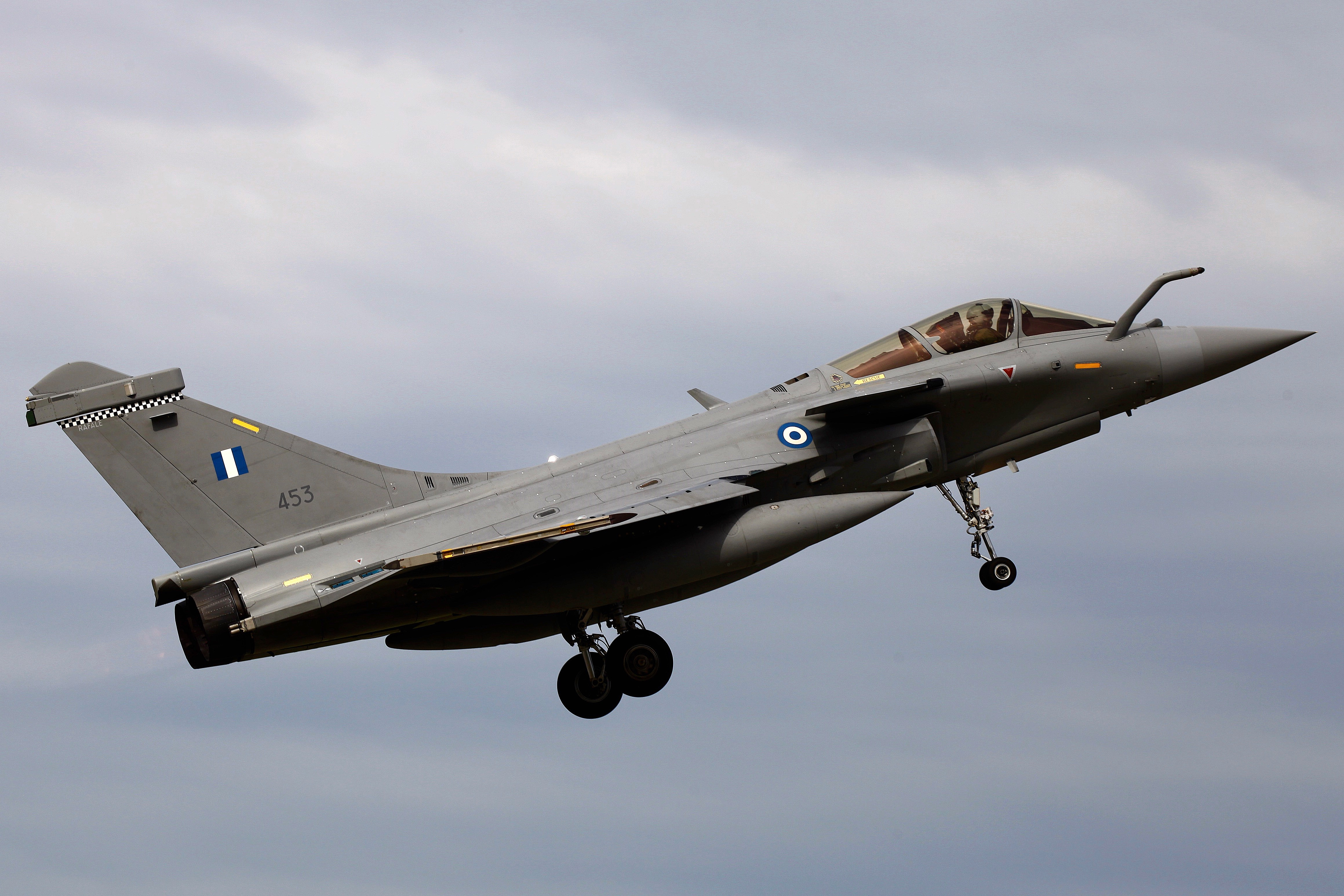
ギリシャ空軍機

インド
- インド空軍

MiG-21の後継となる多目的戦闘機（MMRCA）として2012年1月31日に採用決定。これによって、海外で最初の導入国となった。導入予定機数は126機で、まず3年以内に18機を輸入し、その後はライセンス生産する予定だったが、2015年4月にフランスで生産される36機を発注されたことが明らかになった。2020年7月29日に第一陣の5機が納入され、2021年4月21日に、第17飛行隊に配備される36機が揃った。契約は約9,900億円。
2024年時点の保有数は、DH型8機、EH型28機の計36機。
- インド海軍

インド国防省は2025年3月12日、空母「ヴィクラント」「ヴィクラマーディティヤ」の艦載機であるMiG-29K/KUBを更新するため、22機のラファールMと4機の練習機用のラファールBを購入する契約を締結したと発表した。
 エジプト
- エジプト空軍

2015年2月12日に24機の採用が発表、5か月後の7月20日には早くも最初の3機の納入式典が行われた。また、2021年5月4日には30機の追加導入も発表されている。
 カタール
- カタール空軍

インドへ売却する予定のミラージュ2000-5の後継としてF-35、F/A-18E/F、F-15E、タイフーンと共に候補に挙がっており、24機から36機を導入する予定だった。2015年4月30日に24機の採用が発表された。
カタール向けの機体はスナイパー照準ポッドやタルゴ2 HMDを採用するなど、フランス向けとは異なるシステムを持つ。
 ギリシャ
- ギリシャ空軍

トルコとの対立が激しくなりつつあった2020年9月12日にギリシャ政府が18機を購入するとフランス国防省より発表された。うち12機はフランス空軍で使用しているものを譲渡し、6機はダッソーで新規製造されたものとなる。また、フランス空軍から譲渡された12機の補充としてダッソーに新規注文が行われた。
ギリシャに引き渡される機体はF3R規格で、単座型のラファールEGが14機、複座型のラファールDGが4機となっている。配備部隊はタナグラ空軍基地の第114戦闘航空団（114 Πτέρυγα Μάχης）隷下の第332飛行隊（332 Μοίρα）に配備される予定である。
 クロアチア
- クロアチア空軍

MiG-21の後継として、フランス空軍の中古12機をクロアチアが購入することが2021年5月28日、ダッソーより発表された。導入にかかわる、整備運用支援や教育訓練などもダッソーが行うという。第一陣6機の引き渡しを受けて2024年4月25日に首都ザグレブで就役式典が行われ、2025年4月までに残りの納入を完了した。
 アラブ首長国連邦
- アラブ首長国連邦空軍（英語版）

ラファールを購入して、保有するミラージュ2000の一部をパキスタンやエジプトに売却する計画が出ていたが、2010年9月に白紙となった。2015年に交渉が再開され、2021年12月3日、80機の購入契約が結ばれたことが発表された。2025年1月29日、1号機の引き渡しが行われた。
 インドネシア
- インドネシア空軍

2021年6月7日、インドネシア国防省はダッソーとの間で36機購入に向けた初期契約に署名した。2022年2月10日、インドネシアのプラボウォ・スビアント国防相は、ラファール42機を購入することでフランスと合意し、最初の6機の購入契約に署名したと発表した。
 セルビア
- セルビア空軍および防空軍（英語版）

2024年4月11日にセルビア政府から、12機をフランスから調達する計画が発表された。2024年8月29日、セルビアのブラチスラヴ・ガシッチ国防相は、ラファール12機を購入する契約に署名した。

### 提案・計画
アルジェリア
- アルジェリア空軍（英語版）[56]

 リビア
- リビア空軍（英語版）

2007年12月上旬に10-14機の販売が可能であるとフランスのメディアが報道したが、選択したのはSu-35Sだった。しかし、2012年7月には、内戦に伴い、崩壊した空軍を再建すべくユーロファイター タイフーンとともに購入する計画を発表した。

### 過去に検討
韓国
- 大韓民国空軍

F-4Dの後継となる戦闘機としてF-15K（F-15Eの改良型）、Su-35、タイフーンと共に提案され、選考の結果、タイフーン（当時まだ完成していなかった）とSu-35が落とされ、ラファールとF-15Kとの一騎討ちとなった。最終選考ではF-15Kよりラファールの方が総合的な性能は優れているとの評価を得たが、政治的な問題からF-15Kが採用された。その後のF-4D/E後継の次期戦闘機計画には提案を行っていない。
 シンガポール
- シンガポール空軍

A-4SUの後継としてF-15T（F-15Eの改良型）、タイフーンと共に提案された。選考の結果、導入時期に不安を抱えるタイフーンが落とされ、F-15Tとの一騎討ちとなったが、最終的にF-15TがF-15SGとして採用された。
 日本
- 航空自衛隊

F-4EJ改の後継としてF-15FX、F/A-18E/F、タイフーン、F-35、F-22Aと共に候補に挙がっているとして報道されたが、ダッソーはそもそも提案していないとしてこれを否定した。なお、日本は2011年12月20日に次期戦闘機をF-35とすると正式に発表した。
 モロッコ
- モロッコ空軍

ミラージュF1やF-5E/Fの後継として提案された。対抗馬はF-16C/D、提案内容はラファール24機もしくはラファールとミラージュ2000を12機ずつとなっていたが、価格が主な決め手となってF-16C/Dが採用された。
 ブラジル
- ブラジル空軍

36機の調達を計画していたが、2011年に予算不足から次世代戦闘機計画自体が先送りにされてしまい、その後高額かつ部品の現地生産が認められなかったという理由でグリペンNGが採用された。
 クウェート
- クウェート空軍（英語版）

18-22機の導入を検討していたが、2015年9月11日にユーロファイター タイフーンのトランシェ3 28機（単座型22機、複座型6機）の採用を決定した。
 フィンランド
- フィンランド空軍

F/A-18の更新用として、F-35、F/A-18スーパーホーネット、ユーロファイター タイフーン、JAS39グリペンとともに提案されていた。2021年12月10日にF-35の採用を発表。
 スイス
- スイス空軍

F-5E/Fの後継として一旦はグリペンNGが採用されたが国民投票で否決されたため、再度候補になっていたが最終的にF-35を採用。

## スペック
ラファールA
- 乗員：1名
- 全長：15.8m
- 翼幅：11.2m
- 全高：5.18m
- 翼面積：47m2
- 自重：
- 運用時重量：
- 最大離陸重量：不明
- 動力：ゼネラル・エレクトリック社 F404-GE-400ターボファンエンジン×2

量産型
- 乗員：1-2名
- 全長：15.30m（50ft 2in）
- 翼幅：10.90m（35ft 9in）
- 全高：5.34m（17ft 6in）
- 翼面積：46m2 （95ft2）
- 自重：9,060kg（19,975lb）

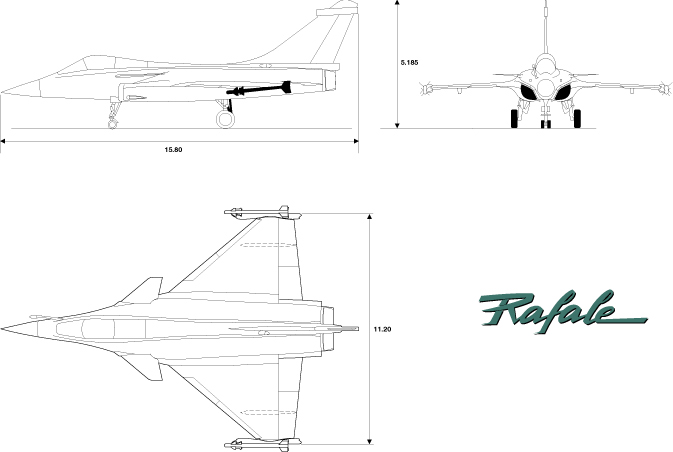
ラファール 三面図

- 運用時重量：14,710kg（32,430lb）
- 最大離陸重量：21,500kg（47,400lb）
- 動力：スネクマ製 M88-2 ターボファンエンジン×2
- 推力：50kN（11,250lbf、ドライ）×2/75kN（17,000lbf、アフターバーナー）×2
- 巡航速度：
- スーパークルーズ：可能[63]
- 最大速度：2,125km/h（1,147kt）
- 最大マッハ数：Mach 2.0
- 戦闘行動半径：1,850km（1,000nm）
- 上昇限度：16,750m（55,000ft）
- 上昇率：
- 翼面荷重：65.5lb/ft2（320kg/m2）
- 推力/重量：1.1/1.64
- 兵装搭載量：9,500kg
- 固定武装：30 M 791 30mm機関砲1門

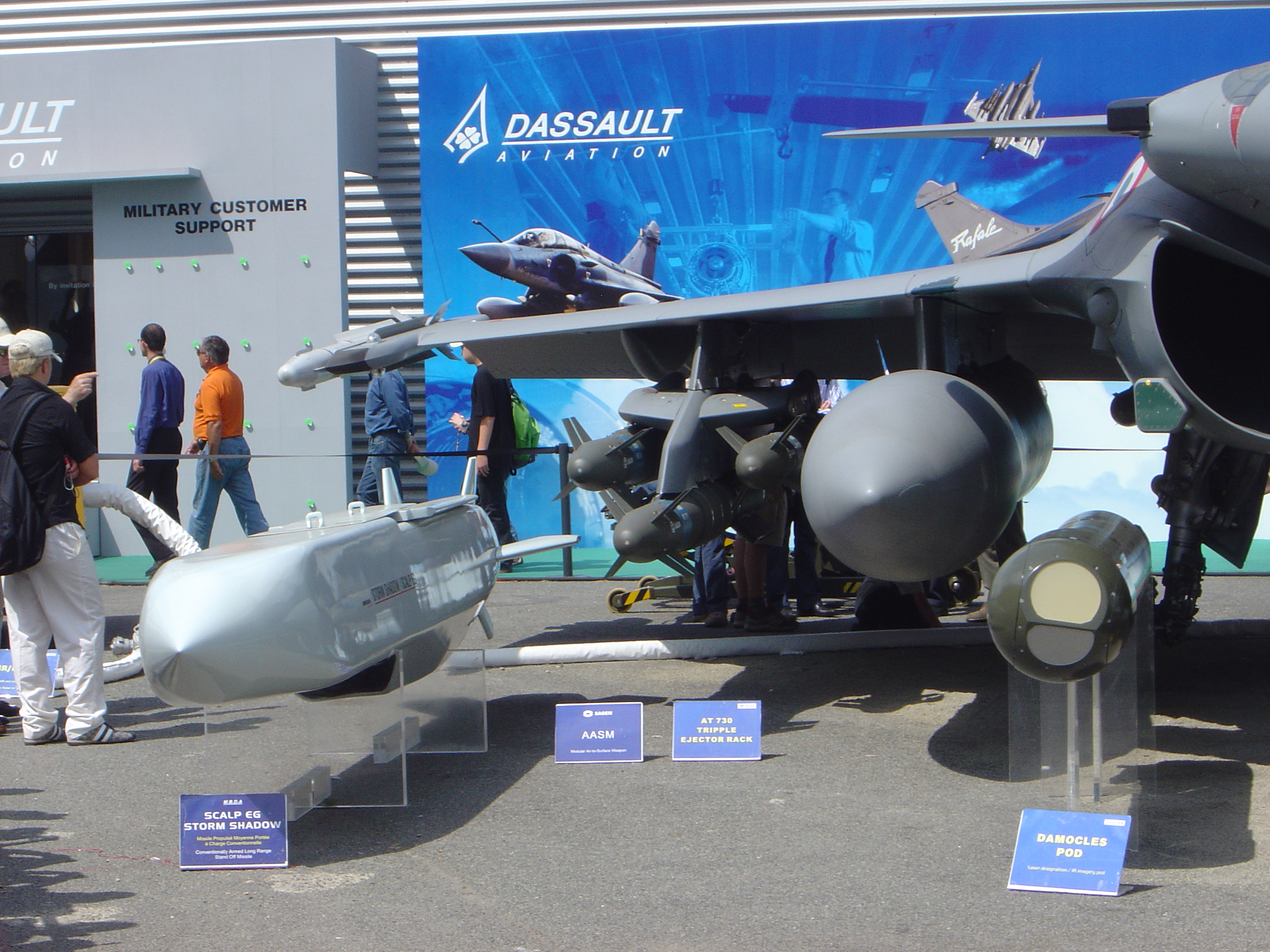
搭載武装

- 搭載武装
  - R.550マジック
  - MICA EM/IR
  - マジック2
  - ミーティア
  - AM39エグゾセ
  - ASMP
  - SCALP-EG
  - AASM
  - 各種無誘導爆弾・誘導爆弾
  - レコNG偵察ポッド 他